# Lilia w dolinie

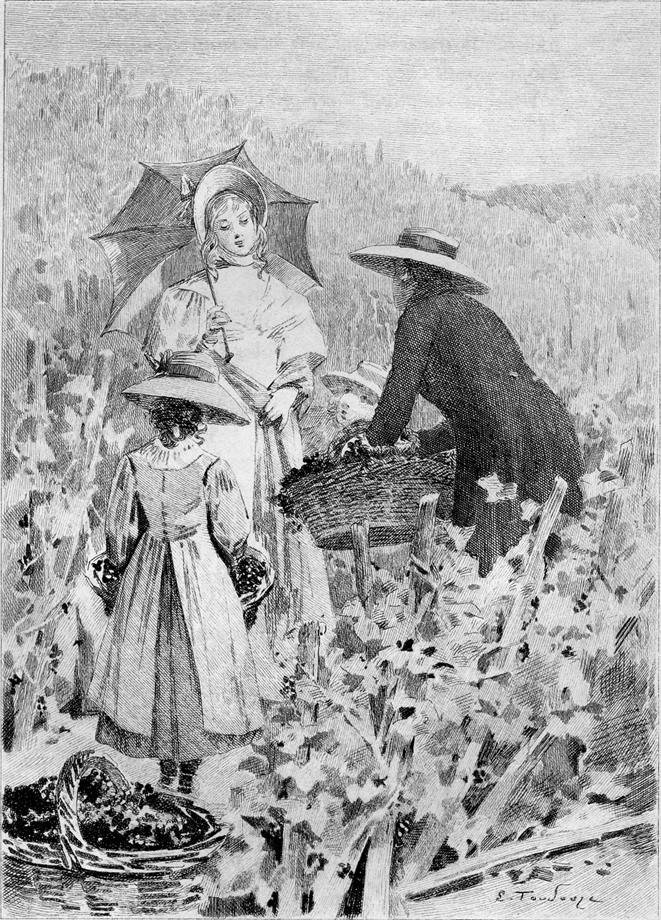

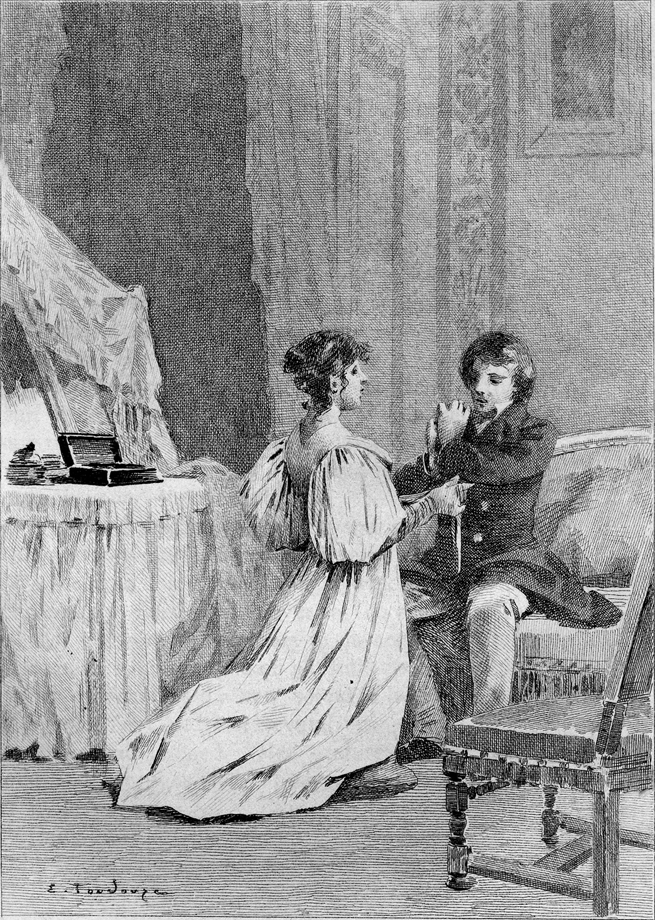

Lilia w dolinie – powieść Honoriusza Balzaka z 1836, z cyklu Komedia ludzka, część Scen z życia prowincji. 

## Treść
Powieść opowiada o miłości pomiędzy młodym, niedoświadczonym życiowo arystokratą Feliksem de Vandenesse i zamężną hrabiną de Mortsauf, nieszczęśliwą w swoim zawartym ongiś z przyczyn majątkowych małżeństwie z zamożnym, lecz niekochającym jej właścicielem ziemskim. Wieloletnia, pełna głębokich emocji relacja między obojgiem pozostaje - z woli przywiązanej do tradycyjnych zasad kobiety - do końca miłością platoniczną. Na przemian z wizytami w dolinie Loary, gdzie spotyka się z panią de Mortsauf, Feliks robi karierę w Paryżu, gdzie nawiązuje romans z arystokratką angielską, lady Dudley. Wiadomość o tym wywołuje u pani de Mortsauf depresję, a w rezultacie jej śmierć wskutek przewlekłej choroby serca. 

## Cechy i recepcja utworu
Balzak oparł historię Feliksa de Vandenesse na własnych relacjach z Laurą de Berny, na niej oparł opis wyglądu i charakteru pani de Mortsauf, a także wiele szczegółów z biografii bohaterki, w tym chorobę serca. Z kolei postać młodego arystokraty pod wieloma względami przypomina samego powieściopisarza w okresie, gdy był on jeszcze młody, niedoświadczony i robił pierwsze kroki w Paryżu, również trudne dzieciństwo de Vandenesse'a w dużej mierze przypomina osobiste doświadczenia Balzaka.
Po publikacji Lilia w dolinie spotkała się z ostrymi atakami zarówno obyczajowymi, jak i politycznymi. Te drugie dotyczyły zwłaszcza postaci hrabiego de Mortsauf, którego nieczułość i życiowy cynizm Balzak podkreślał tak samo, jak jego konserwatywne poglądy. Inni krytycy uznali utwór za niemoralny, zawierający pod osłoną symboli i wysublimowanego języka pochwałę wolnej miłości i łamania konwencji obyczajowych. Z drugiej strony dzieło było interpretowane wręcz przeciwnie - jako apoteoza miłości platonicznej, która w odróżnieniu do typowej namiętności nie jest siłą niszczącą, ale wręcz przeciwnie - uczuciem dającym człowiekowi siłę i poczucie trwałego bezpieczeństwa. Do tej pory Lilia w dolinie jest uważana za jeden z najbardziej niejednoznacznych w wymowie utworów Komedii ludzkiej. Zwraca uwagę również jej chronologiczna bliskość z inną powieścią o "czystej miłości", Serafitą.

## Adaptacje
- Le Lys dans la vallée, serial telewizyjny 1970, reż. Michel Cravenne